# Duitsland op het Eurovisiesongfestival 2014

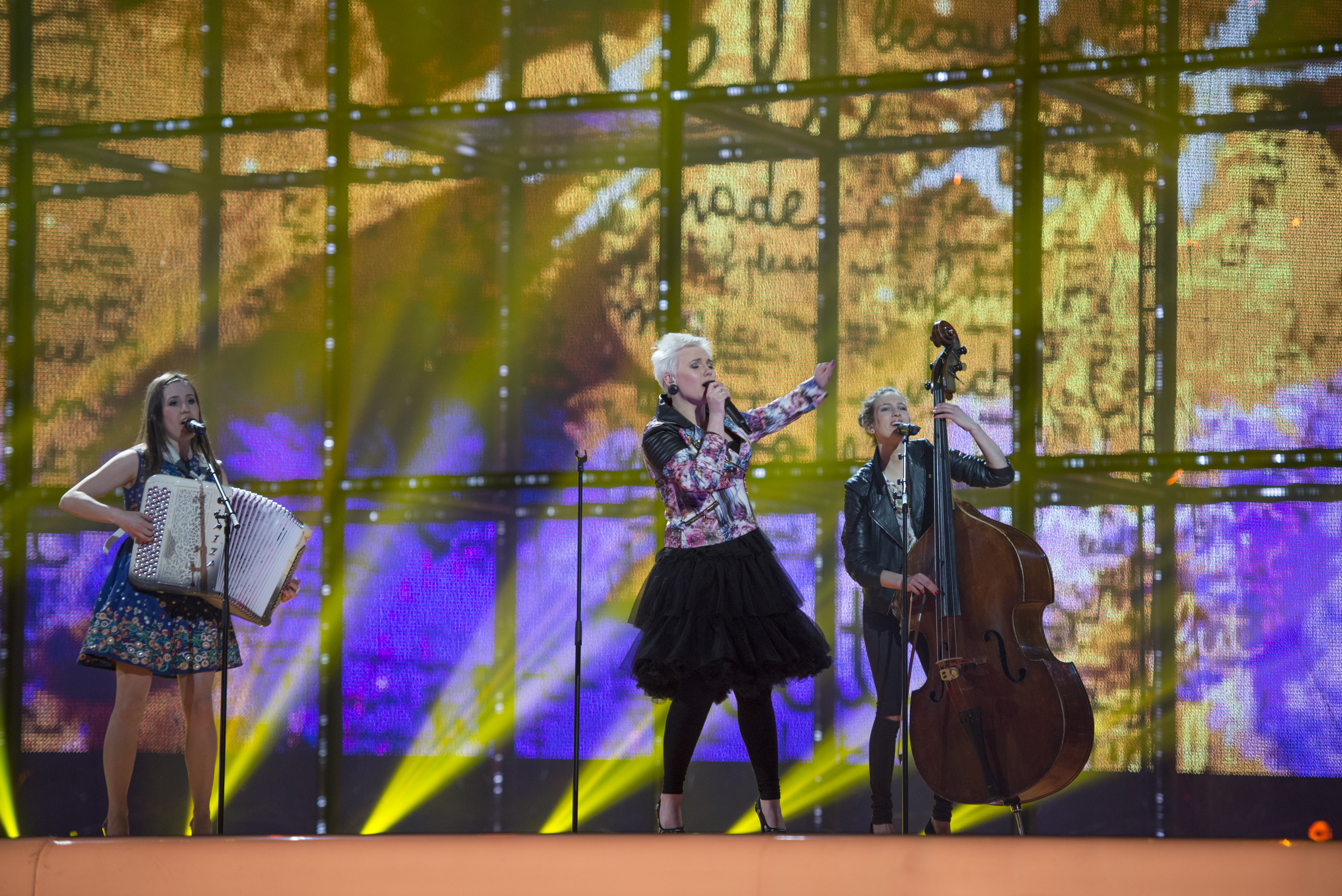
Elaiza eindigde namens Duitsland op de achttiende plek in Kopenhagen

Duitsland nam deel aan het Eurovisiesongfestival 2014 in Kopenhagen, Denemarken. Het was de 58ste deelname van het land op het Eurovisiesongfestival. NDR was verantwoordelijk voor de Duitse bijdrage van 2014.

## Selectieprocedure
Duitsland paste de selectieprocedure drastisch aan in vergelijking met 2013. In totaal namen acht artiesten deel aan de nationale finale. Zeven van hen werden uitgenodigd door NDR. Het ging hier om Unheilig, Das Gezeichnete Ich, Oceana, MarieMarie, Madeline Juno, Santiano en The Baseballs. De achtste deelnemer werd op 27 februari verkozen tijdens de finale van een talentenjacht die via YouTube liep, zijnde Elaiza.
Opvallend was dat tijdens de nationale preselectie elke artiest met twee nummers moest aantreden. In de eerste ronde bracht elke artiest een eerste nummer. De beste vier stootten door naar de tweede stemronde. Daarin mochten ze hun tweede nummer brengen, waarna de televoters de beste twee nummers doorstuurden naar de derde ronde. In deze laatste ronde werd dan de Duitse inzending voor Kopenhagen gekozen.
De Duitse nationale finale vond plaats in de Lanxess Arena in Keulen. De televoters bepaalden autonoom wie namens Duitsland naar het Eurovisiesongfestival mocht. Uiteindelijk viel de keuze op Elaiza, de groep die zich via de talentenjacht had weten te plaatsen voor Unser Song für Dänemark. Met het nummer Is it right haalden ze het van Wir sind alle wie eins van Unheilig.

## Unser Song für Dänemark

### Clubconcert
| Plaats | Artiest          | Lied                   | Percentage |
| ------ | ---------------- | ---------------------- | ---------- |
| 1      | Elaiza           | Is it right            | 23,6 %     |
| 2      | Caroline Rose    | Amber sky              | 17,2 %     |
| 3      | Bartosz          | Walk away              | 9,8 %      |
| 4      | Max Krumm        | Home                   | 8,6 %      |
| 5      | Nicole Milik     | I see fire             | 8,2 %      |
| 6      | Simon Glöde      | Blame it on the boogie | 7,5 %      |
| 7      | Valentina        | Love is gone           | 7,3 %      |
| 8      | Cassie Greene    | Not this time          | 6,6 %      |
| 9      | Ambre Vallet     | Siehst du mich?        | 6,3 %      |
| 10     | Melanie Schlüter | Run                    | 4,9 %      |

### Finale

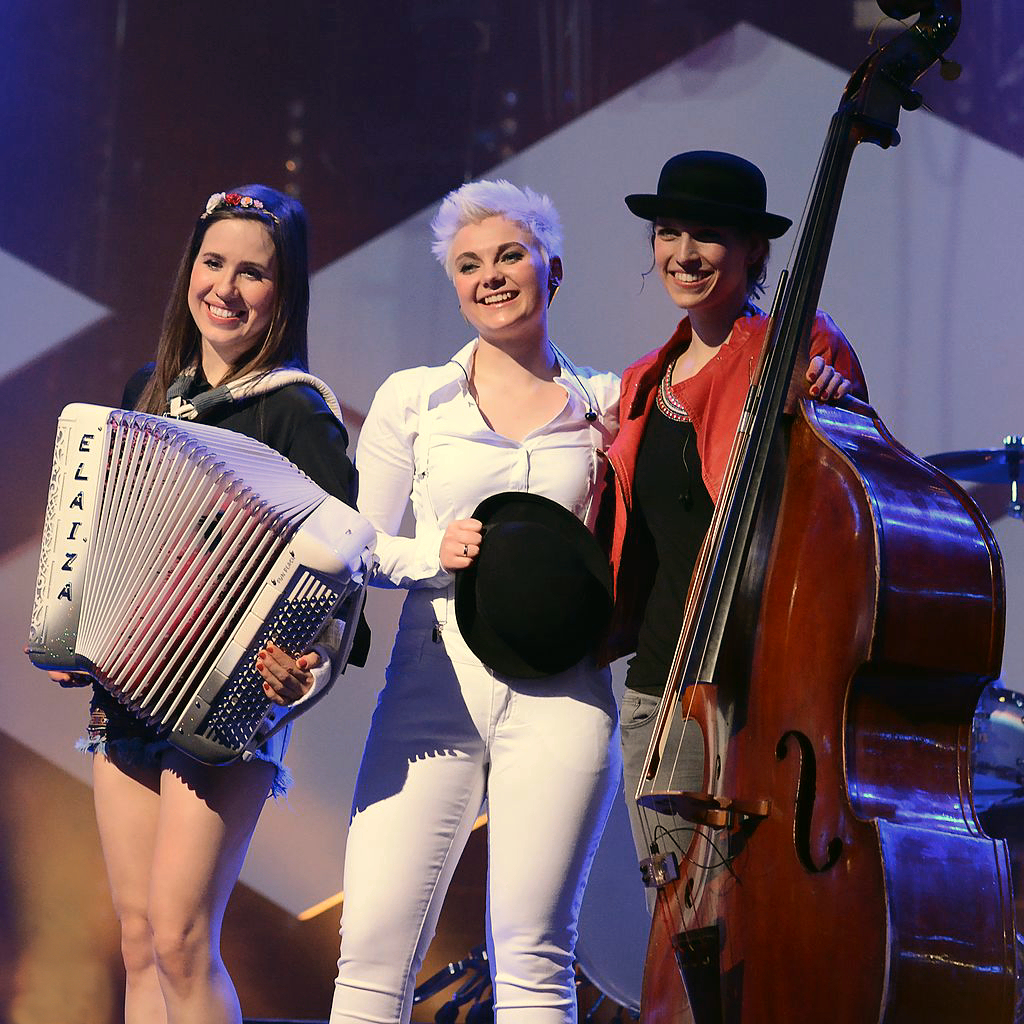
Elaiza tijdens Unser Song für Dänemark

#### Deelnemers
| Volgorde | Artiest             | Eerste lied             | Tweede lied            |
| -------- | ------------------- | ----------------------- | ---------------------- |
| 1        | Das Gezeichnete Ich | Weil du da bist         | Echo                   |
| 2        | Oceana              | Thank you               | All night              |
| 3        | Santiano            | The fiddler on the deck | Niemals untergehen     |
| 4        | MarieMarie          | Cotton candy hurricane  | Candy jar              |
| 5        | The Baseballs       | Mo hotta mo betta       | Goodbye Peggy Sue      |
| 6        | Elaiza              | Is it right             | Fight against myself   |
| 7        | Unheilig            | Als wär's das erste Mal | Wir sind alle wie eins |
| 8        | Madeline Juno       | Like lovers do          | Error                  |

#### Eerste ronde
| Volgorde | Artiest             | Lied                    |
| -------- | ------------------- | ----------------------- |
| 1        | Das Gezeichnete Ich | Weil du da bist         |
| 2        | Oceana              | Thank you               |
| 3        | Santiano            | The fiddler on the deck |
| 4        | MarieMarie          | Cotton candy hurricane  |
| 5        | The Baseballs       | Mo hotta mo betta       |
| 6        | Elaiza              | Is it right             |
| 7        | Unheilig            | Als wär's das erste Mal |
| 8        | Madeline Juno       | Like lovers do          |

#### Tweede ronde
| Volgorde | Artiest    | Lied                          |
| -------- | ---------- | ----------------------------- |
| 1        | Santiano   | Wir werden niemals untergehen |
| 2        | MarieMarie | Candy jar                     |
| 3        | Elaiza     | Fight against myself          |
| 4        | Unheilig   | Wir sind alle wie eins        |
| 5        | Santiano   | The fiddler on the deck       |
| 6        | MarieMarie | Cotton candy hurricane        |
| 7        | Elaiza     | Is it right                   |
| 8        | Unheilig   | Als wär's das erste Mal       |

#### Derde ronde
| Plaats | Artiest  | Lied                   | Stemmen |
| ------ | -------- | ---------------------- | ------- |
| 1      | Elaiza   | Is it right            | 55 %    |
| 2      | Unheilig | Wir sind alle wie eins | 45 %    |

## In Kopenhagen
Als lid van de vijf grote Eurovisielanden mocht Duitsland rechtstreeks deelnemen aan de grote finale, op zaterdag 10 mei 2014. Wel stemde het land mee in de tweede halve finale, op donderdag 8 mei 2014. In de finale trad Elaiza als twaalfde van 26 acts aan, net na Conchita Wurst uit Oostenrijk en gevolgd door Sanna Nielsen uit Zweden. Aan het einde van de puntentelling stond Duitsland op de achttiende plaats, met 39 punten.

### Gekregen punten
| 12 punten            | 10 punten | 8 punten | 7 punten              | 6 punten  |
| -------------------- | --------- | -------- | --------------------- | --------- |
|                      |           | - Polen  | - Zwitserland         | - Armenië |
| 5 punten             | 4 punten  | 3 punten | 2 punten              | 1 punt    |
| - Georgië - Oekraïne | - Albanië |          | - Roemenië - Slovenië |           |

| Jury punten finale | Jury punten finale      | Jury punten finale | Jury punten finale                 | Jury punten finale |
| 12 punten          | 10 punten               | 8 punten           | 7 punten                           | 6 punten           |
| ------------------ | ----------------------- | ------------------ | ---------------------------------- | ------------------ |
|                    | - Montenegro - Oekraïne | - Roemenië         | - Armenië                          |                    |
| 5 punten           | 4 punten                | 3 punten           | 2 punten                           | 1 punt             |
| - Slovenië         | - Albanië - Polen       |                    | - Letland - Moldavië - Zwitserland | - Italië - Zweden  |

| Televoting punten finale | Televoting punten finale | Televoting punten finale | Televoting punten finale | Televoting punten finale |
| 12 punten                | 10 punten                | 8 punten                 | 7 punten                 | 6 punten                 |
| ------------------------ | ------------------------ | ------------------------ | ------------------------ | ------------------------ |
|                          |                          |                          | - Zwitserland            | - Oostenrijk - Polen     |
| 5 punten                 | 4 punten                 | 3 punten                 | 2 punten                 | 1 punt                   |
| - Georgië                |                          |                          | - Oekraïne               | - Hongarije              |

### Gegeven punten

#### Halve Finale 2
Punten gegeven in de halve finale:
| 12 punten | Polen       |
| 10 punten | Zwitserland |
| 8 punten  | Roemenië    |
| 7 punten  | Noorwegen   |
| 6 punten  | Griekenland |
| 5 punten  | Finland     |
| 4 punten  | Oostenrijk  |
| 3 punten  | Malta       |
| 2 punten  | Israël      |
| 1 punt    | Georgië     |

| Uitsplitsing jury/televoting | Uitsplitsing jury/televoting | Uitsplitsing jury/televoting | Uitsplitsing jury/televoting | Uitsplitsing jury/televoting | Uitsplitsing jury/televoting | Uitsplitsing jury/televoting | Uitsplitsing jury/televoting | Uitsplitsing jury/televoting | Uitsplitsing jury/televoting | Uitsplitsing jury/televoting |
| Volgorde                     | Land                         | J. Weist                     | M. Juno                      | K. Sommermeyer               | P. Würdig                    | A. Bourani                   | Juryranking                  | Televoting                   | Eindranking                  | Punten                       |
| ---------------------------- | ---------------------------- | ---------------------------- | ---------------------------- | ---------------------------- | ---------------------------- | ---------------------------- | ---------------------------- | ---------------------------- | ---------------------------- | ---------------------------- |
| 01                           | Malta                        | 6                            | 3                            | 15                           | 7                            | 13                           | 8                            | 8                            | 8                            | 3                            |
| 02                           | Israël                       | 5                            | 14                           | 8                            | 14                           | 14                           | 11                           | 7                            | 9                            | 2                            |
| 03                           | Noorwegen                    | 2                            | 4                            | 3                            | 4                            | 4                            | 3                            | 6                            | 4                            | 7                            |
| 04                           | Georgië                      | 4                            | 15                           | 14                           | 1                            | 3                            | 6                            | 13                           | 10                           | 1                            |
| 05                           | Polen                        | 3                            | 8                            | 2                            | 3                            | 1                            | 2                            | 2                            | 1                            | 12                           |
| 06                           | Oostenrijk                   | 12                           | 6                            | 10                           | 15                           | 12                           | 13                           | 1                            | 7                            | 4                            |
| 07                           | Litouwen                     | 7                            | 13                           | 7                            | 13                           | 15                           | 12                           | 11                           | 12                           |                              |
| 08                           | Finland                      | 1                            | 1                            | 1                            | 2                            | 2                            | 1                            | 9                            | 6                            | 5                            |
| 09                           | Ierland                      | 14                           | 10                           | 11                           | 11                           | 10                           | 15                           | 14                           | 15                           |                              |
| 10                           | Wit-Rusland                  | 15                           | 9                            | 9                            | 12                           | 11                           | 14                           | 12                           | 14                           |                              |
| 11                           | Noord-Macedonië              | 11                           | 12                           | 4                            | 10                           | 7                            | 9                            | 15                           | 13                           |                              |
| 12                           | Zwitserland                  | 9                            | 2                            | 12                           | 5                            | 6                            | 5                            | 4                            | 2                            | 10                           |
| 13                           | Griekenland                  | 8                            | 7                            | 5                            | 9                            | 8                            | 7                            | 3                            | 5                            | 6                            |
| 14                           | Slovenië                     | 13                           | 11                           | 13                           | 8                            | 9                            | 10                           | 10                           | 11                           |                              |
| 15                           | Roemenië                     | 10                           | 5                            | 6                            | 6                            | 5                            | 4                            | 5                            | 3                            | 8                            |